# Isoglossa

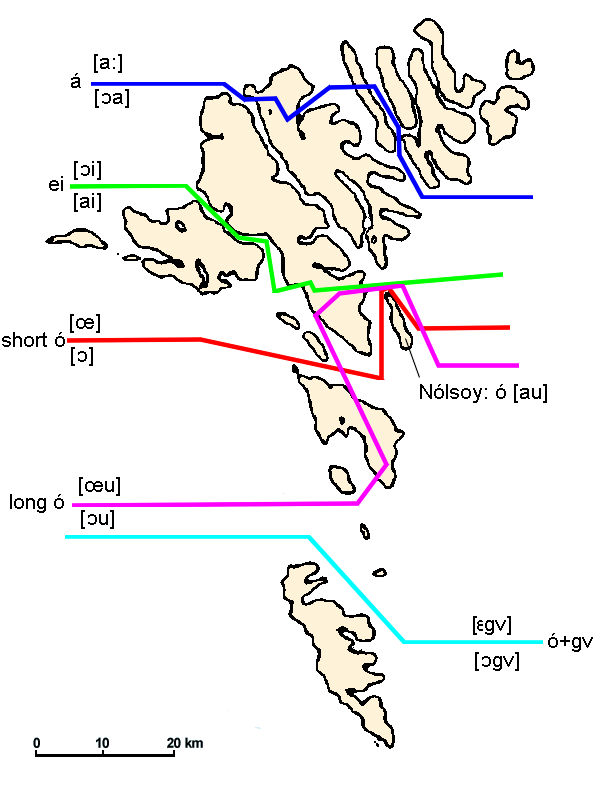
Isoglossas nas Ilhas Feroé

Uma isoglossa é a fronteira geográfica de uma certa característica linguística, por exemplo, a pronúncia de uma vogal, o significado de uma palavra ou o uso de uma característica sintática.
Os dialetos são tipicamente demarcados por enormes fronteiras de isoglossas, por exemplo, a linha de Benrath, que divide a Alta Alemanha da Baixa Alemanha; ou a Linha La Spezia-Rimini que divide as línguas românicas orientais das ocidentais. Sem dúvida, a maior e mais conhecida isoglossa é a isoglossa Centum-Satem, que separa as línguas indo-europeias em duas categorias genéticas distintas.
O nome é inspirado em isogramas como isóbaras, etc; porém, a isoglossa separa, ao invés de conectar pontos de línguas iguais (talvez se possa dizer que conecta pontos de linguagens indefinidas).

## Tipos de isoglossas
Uma isoglossa pode ser delineada com base em elementos lexicais. Nesse caso, chama-se isoléxica e demarca as regiões em que determinada palavra é preferida em detrimento de outra para denominar o mesmo objecto.
Pode, também, de uma forma mais precisa, ser estabelecida através de elementos fonéticos. Neste caso, chama-se isófona e demarca a fronteira entre as regiões em que se realiza determinado traço fonético. Exemplo de uma isófona é a linha imaginária que separa as regiões em que os fonemas /v/ e /b/ são fonologicamente fundidos (a célebre troca dos "b" pelos "v" nos dialetos setentrionais e centro-litorais em Portugal) e as regiões em que estes fonemas são fonologicamente distintos (toda as restantes regiões de Portugal e do mundo lusófono).
Em alguns ramos (por exemplo grego antigo, Itálico e Germânico), os palatais fundiram-se com os velares: PIE *keup-  "Tremble (internamente) " tornou-se o  termo Latino cupiō "desire" e *ḱm̥tom "cem" became Latin centum (pronunciado [kentum]); mas *kʷo- "pronome interrogativo" Ficou quō "Como? Onde?". Elas são conhecidas como centum ramos, nomeados após a palavra latina para cem.
Em outros ramos (por exemplo, Líguas Balto-eslávicas e indo-Iranianas), os labiovelars se fundiram com os velares: PIE *keup- passou a ser o Sânscrito védico kopáyati "agitada" e *kʷo- passou a ser o avéstico kō "quem?"; mas *ḱm̥tom passou a ser satəm. Eles são conhecidos como satem ramos, após a palavra para cem.